# Aérodrome de Netheravon
L'aérodrome de Netheravon est un terrain d'aviation du ministère de la Défense situé sur le Salisbury Plain, dans le Wiltshire, en Angleterre. Créé en 1913 par le Royal Flying Corps, il devient RAF Netheravon de 1918 à 1963, puis AAC Netheravon (Army Air Corps) jusqu'en 2012. Des bâtiments datant de 1913 et 1914 subsistent sur une partie du site. Le site fait partie de la garnison de Tidworth, Netheravon et Bulford (TidNBul).